# Przedsiębiorstwo Napraw i Utrzymania Infrastruktury Kolejowej w Krakowie
Przedsiębiorstwo Napraw i Utrzymania Infrastruktury Kolejowej w Krakowie Sp. z o.o. (PNUIK) – polskie przedsiębiorstwo remontowo-budowlane, spółka zależna PKP PLK, a także przewoźnik kolejowy.

## Historia
W 1954 r. została utworzona jednostka wykonawcza Krakowskiej DOKP pod nazwą PKP Oddział Zmechanizowanych Robót Drogowych w Krakowie. Jej zadaniem było wykonywanie napraw torów, podtorza i rozjazdów z wykorzystaniem sprzętu i maszyn wysokowydajnych. W jej skład wchodziły bazy w Dębicy i Krakowie. 1 kwietnia 1996 jej siedziba została przeniesiona do Dębicy, a następnie 1 lipca 1998 – w ramach reorganizacji PKP – przekształcona w Zakład Napraw Infrastruktury, w którego skład wchodziły:
- Sekcja Zmechanizowanych Robót Nawierzchniowych z siedzibą w Tarnowie
- Sekcja Zmechanizowanych Robót Utrzymania z siedzibą w Dębicy
- Sekcja Zmechanizowanych Robót Rozjazdowych z siedzibą w Dębicy
- Baza Nawierzchniowa w Dębicy
- Baza Maszyn i Sprzętu w Krakowie.

Równolegle w Suchej Beskidzkiej 1 października 1974 r. w celu wykonywania kapitalnych remontów budowli inżynieryjnych i podtorza utworzono – należący do PKP – Oddział Zmechanizowanych Robót Drogowych. W jego strukturach funkcjonowały trzy jednostki wykonawcze w Suchej Beskidzkiej, Tarnowie i Rzeszowie. Na jego potrzeby w 1976 r. utworzono Bazę Maszyn i Sprzętu w Suchej Beskidzkiej. Z dniem 1 kwietnia 1984 r. Oddział został przekształcony w Oddział Zmechanizowanych Robót Inżynieryjnych i Podtorza, a następnie 1 stycznia 1995 r. w Oddział Mostowy z siedzibą w Suchej Beskidzkiej. Jego struktura organizacyjna kształtowała się następująco:
- Sekcja Utrzymania Obiektów Inżynieryjnych:
  - w Suchej Beskidzkiej
  - w Bochni
  - w Krakowie-Prokocimiu
  - w Przeworsku
  - w Zagórzu
  - w Nowym Sączu
- Sekcja Zmechanizowanego Utrzymania Obiektów Inżynieryjnych w Suchej Beskidzkiej
- Sekcja Diagnostyki i Nadzoru Obiektów Inżynieryjnych w Krakowie-Prokocimiu.

1 lipca 1998 r. przekształcono go w Zakład Mostowy z siedzibą w Suchej Beskidzkiej.
Ostatecznie, w dniu 1 października 2001 roku PKP S.A. Zakład Napraw Infrastruktury w Dębicy i PKP S.A. Zakład Mostowy w Suchej Beskidzkiej połączyły się w jedną spółkę mającą siedzibę w Krakowie, która od tej pory funkcjonuje pod obecną nazwą.

## Zakres działalności
Zakres wykonywanych robót obejmuje w ogólności:
- kompleksowe wykonywanie prac modernizacyjnych i utrzymaniowych torów o prześwicie 1435 mm i 1520 mm w zakresie m.in.:
  - napraw torów (metody: potokowa, bezprzęsłowa, klasyczna)
  - napraw rozjazdów
  - napraw bieżących
- wykonywania robót budowlano-montażowych
- inwestorstwa zastępczego
- wynajmu maszyn
- serwisu maszyn.

## Certyfikaty
Firma legitymuje się następującymi certyfikatami:
- PN-EN ISO 9001:2015
- Certyfikat Bezpieczeństwa część A i B, wydane przez Prezesa UTK

## Nagrody
W 2012 roku firma została nagrodzona Diamentem Forbesa.